# دخلية
الدُّخَّلِيَّة أو فصيلة الدَّخَاخِيل أو الدُّخَّلِيَّات أو  الهوَازج أو طيور مغردة[بحاجة لمصدر] أو طيور الصادح[بحاجة لمصدر] تنتمي الي رتبة الجواثم  وهي فصيلة طيور تتكون من 400 نوع، وهي طيور صغيرة جدًا إلى متوسطة الحجم حيث يطول الطائر من 9 سم إلى 16 سم ويزن ما بين 5غم إلى 20جم ومنقاره متوسط مدبب الطرف والأرجل متوسطة الطول أما الأقدام فقوية عند بعض الأنواع وضعيفة عند أخرى.